# Chuanzhusi
Chuanzhusi (kinesiska: 川主寺镇, 川主寺) är en köping i Kina. Den ligger i provinsen Sichuan, i den sydvästra delen av landet, omkring 240 kilometer norr om provinshuvudstaden Chengdu. Antalet invånare är 6 884. Befolkningen består av 3 296 kvinnor och 3 588 män. Barn under 15 år utgör 16,0 %, vuxna 15-64 år 77 %, och äldre över 65 år 5,0 %.
Genomsnittlig årsnederbörd är 1 102 millimeter. Den regnigaste månaden är maj, med i genomsnitt 203 mm nederbörd, och den torraste är december, med 4 mm nederbörd.